# العلاقات البوروندية الناميبية
العلاقات البوروندية الناميبية هي العلاقات الثنائية التي تجمع بين بوروندي وناميبيا.

## مقارنة بين البلدين
هذه مقارنة عامة ومرجعية للدولتين:
| وجه المقارنة                                              | بوروندي                                    | ناميبيا      |
| --------------------------------------------------------- | ------------------------------------------ | ------------ |
| المساحة (كم2)                                             | 27.83 ألف                                  | 825.62 ألف   |
| عدد السكان (نسمة)                                         | 10.86 مليون                                | 2.53 مليون   |
| الكثافة السكانية (ن./كم²)                                 | 390.23                                     | 3.06         |
| العاصمة                                                   | بوجومبورا، جيتيغا                          | ويندهوك      |
| اللغة الرسمية                                             | اللغة الكيروندية، لغة فرنسية، لغة إنجليزية | لغة إنجليزية |
| العملة                                                    | فرنك بوروندي                               | دولار ناميبي |
| الناتج المحلي الإجمالي (بليون دولار)                      | 3.48 مليار                                 | 13.24 مليار  |
| الناتج المحلي الإجمالي (تعادل القوة الشرائية) بليون دولار | 8.13 مليار                                 | 25.60 مليار  |
| الناتج المحلي الإجمالي الاسمي للفرد دولار أمريكي          | 277                                        | 4.67 ألف     |
| الناتج المحلي الإجمالي للفرد دولار أمريكي                 | 77                                         | 9.96 ألف     |
| مؤشر التنمية البشرية                                      | 0.400                                      | 0.628        |
| رمز المكالمات الدولي                                      | +257                                       | +264         |
| رمز الإنترنت                                              | .bi                                        | .na          |
| المنطقة الزمنية                                           | ت ع م+02:00                                | ت ع م+02:00  |

## منظمات دولية مشتركة
يشترك البلدان في عضوية مجموعة من المنظمات الدولية، منها:
| علم المنظمة | اسم المنظمة                                                | تاريخ انضمام بوروندي | تاريخ انضمام ناميبيا |
| ----------- | ---------------------------------------------------------- | -------------------- | -------------------- |
|             | يونسكو                                                     | 16 نوفمبر 1962       | 2 نوفمبر 1978        |
|             | وكالة ضمان الاستثمار متعدد الأطراف                         | 10 مارس 1998         | 25 سبتمبر 1990       |
|             | الأمم المتحدة                                              | 18 سبتمبر 1962       | 23 أبريل 1990        |
|             | العملية المشتركة للاتحاد الأفريقي والأمم المتحدة في دارفور | ?                    | ?                    |
|             | مجموعة دول أفريقيا والكاريبي والمحيط الهادئ                | ?                    | ?                    |
|             | الاتحاد البريدي العالمي                                    | ?                    | ?                    |
|             | البنك الدولي للإنشاء والتعمير                              | 28 سبتمبر 1963       | 25 سبتمبر 1990       |
|             | الاتحاد الدولي للاتصالات                                   | 16 فبراير 1963       | 25 يناير 1984        |
|             | منظمة حظر الأسلحة الكيميائية                               | ?                    | ?                    |
|             | مؤسسة التمويل الدولية                                      | 28 نوفمبر 1979       | 25 سبتمبر 1990       |
|             | منظمة التجارة العالمية                                     | 23 يوليو 1995        | ?                    |
|             | منظمة الشرطة الجنائية الدولية                              | ?                    | ?                    |
|             | الاتحاد الأفريقي                                           | 25 مايو 1963         | ?                    |
|             | البنك الإفريقي للتنمية                                     | ?                    | ?                    |